# Зоо купа
„Зоо купа“ (на френски: Zoo Cup) е френско-белгийски анимационен сериал, създаден от Пиша, съдържащ 52 епизода, с времетраене 2 минути. Премиерата на късометражния сериал е излъчена на 17 юни 1994 г. по „Канал+“.

## „Зоо купа“
В България сериалът се излъчва по Канал 1 на БНТ през 1994 г. с български дублаж, в който участва Никола Стефанов.